# Goytacaz Futebol Clube
Maillots
Le Goytacaz Futebol Clube, ou tout simplement Goytacaz comme il est le plus souvent appelé, est un club de football brésilien, fondé à Campos dos Goytacazes dans l'État de Rio de Janeiro le 20 août 1912.

## Histoire
Le club est fondé le 20 août 1912, après une mésentente entre groupes de supporters du Natação et du Regatas Campista club.

## Palmarès

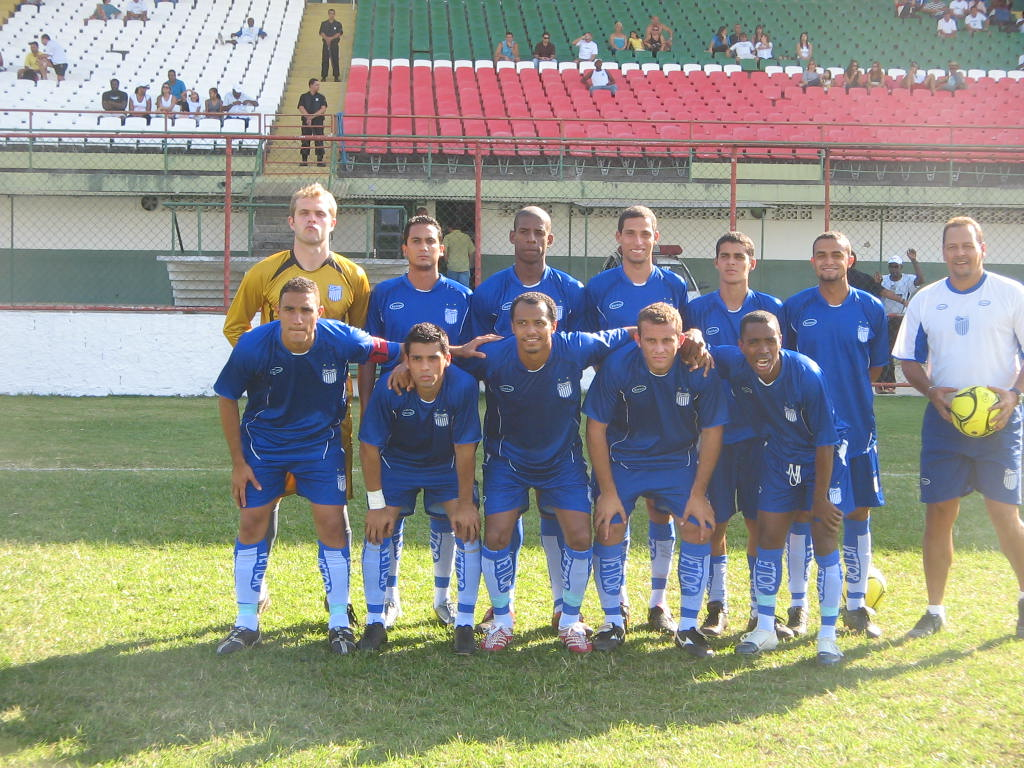
Effectif professionnel de Goytacaz en 2007

- Campeonato Fluminense : 1955, 1963, 1966, 1967, 1978[1]
- Campeonato Carioca D2 : 1982, 2017
- Campeonato Carioca D3 : 2011
- Campeonato da Cidade de Campos (Championnat de la ville de Campos) : 1914, 1920, 1926, 1932, 1933, 1940, 1941, 1942, 1943, 1945, 1948, 1951, 1953, 1955, 1957, 1959, 1960, 1963, 1966, 1978

## Mascotte
La mascotte de l'équipe est un indien, choisit car ils furent les premiers habitants de la ville, faisant partie de la tribu des Goytacazes. Le club est donc nommé d'après la tribu.

## Rivalité
Le plus grand rival du Goytacaz est sans conteste l'Americano. Le derby entre ces deux clubs est appelé le Goyta-cano.

## Joueurs célèbres
- Abel
- Amarildo
- Leandro Alves da Cunha
- Manoelzinho